# Suite para piano y pulso velado
Suite para piano y pulso velado  es el tercer álbum del músico y dj Luciano Supervielle, lanzado en 2016.
El álbum incluye la suite Pianos Tiranos, música original compuesta para la serie de Tiranos Temblad.
Fue presentado en 15 de marzo de 2017, en el Auditorio Nacional del Sodre Dra. Adela Reta con el recital: “Otro día en Uruguay, concierto para piano y electrónica”. El espectáculo cuenta con las visuales de Agustín Ferrando, creador de la serie “Tiranos Temblad”.
En junio de 2017 álbum ganó el Premio Graffiti.

## Listado de temas
Temas compuestos por Luciano Supervielle.
- 1 Sublimación 3:15
- 2 Resiliencia 3:26
- 3 Pasaje nocturno 2:30
- 4 Interludio en Sol Menor 1:49
- 5 La edad del cielo 2:35
- 6 Rondó Rodó 3:17
- 7 Otro día en Uruguay 2:13
- 8 Sabelo 5:00
- 9 Watafac! 2:04
- 10 Suite de la mamama 9:53
- 11 Trébol de cinco hojas 2:14
- 12 Caniches blancos 3:12
- 13 Venancio